# Berwick Bassett
 (septembre 2023).
Pour les articles homonymes, voir Berwick et Bassett.
Berwick Bassett est une paroisse civile et un village du Wiltshire, en Angleterre.